# Кладбище на улице Сенкевича (Катовице)
Кладбище на улице Сенкевича (пол. Cmentarz przy ul. Henryka Sienkiewicza) — историческое кладбище, находящееся в городе Катовице, Польша. На кладбище похоронены известные польские деятели культуры, искусства и науки.

## История
Кладбище было основано в 1911 году и является собственностью католического прихода церкви святых апостолов Петра и Павла.
До II Мировой войны на территории кладбища была построена католическая часовня в модернистском стиле.
В 1983 году кладбище было расширено и оно стало состоять из старой и новой частей.

## Известные личности, похороненные на кладбище
- Кристина Бохенек (1953—2010) — общественный деятель;
- Ежи Дуда-Грач (1941—2004) — польский живописец;
- Миколай Хенрик Гурецкий (1933—2010) — польский композитор;
- Збигнев Цыбульский (1927—1967) — польский актёр;
- Альфред Шклярский (1912—1992) — польский детский писатель;